# ケーオナワラット
ケーオナワラットは現在のタイ・チエンマイ県にあったチエンマイ王朝の第9代目の王である。7代目の王インタウィチャヤーノンの息子。父王の時代に王権が剥奪されたため、政治は行わなかった。「少将」と言う称号は中央政府仕官時に下賜されたものである。チェンマイ王朝最後の王で、この後、チエンマイ王国は中央政府に吸収された。

## 関連記事
- タイ君主一覧